# یواس‌اس ایدر (ای‌ام-۱۷)
یواس‌اس ایدر (ای‌ام-۱۷) (به انگلیسی: USS Eider (AM-17)) یک کشتی بود که طول آن ۱۸۷ فوت ۱۰ اینچ (۵۷٫۲۵ متر) بود. این کشتی در سال ۱۹۱۸ ساخته شد.